# Họa Mi (ca sĩ)
Họa Mi (tên khai sinh Trương Thị Mỹ, sinh ngày 1 tháng 5 năm 1955) là nữ danh ca nhạc vàng người Việt Nam. Bà cùng với ca sĩ Sơn Ca đều là học trò của nhạc sĩ nổi tiếng Hoàng Thi Thơ. Họa Mi được nhận xét có "giọng hát trong và thánh thót ở những nốt cao, ấm áp và tình cảm ở những nốt trầm". Họa Mi định cư tại Pháp từ năm 1988. Năm 2009, bà về thu âm ba album ở Việt Nam.

## Tiểu sử
Họa Mi sinh năm 1955 và đi hát từ năm 15 tuổi. Năm 1972, khi còn là nữ sinh trường Gia Long, bà được Đoàn Chính (em trai nhạc sĩ Đoàn Chuẩn) gợi ý thi vào lớp thanh nhạc tại Trường Quốc gia Âm nhạc và Kịch nghệ ở Sài Gòn. Bấy giờ bà chưa có ý định làm ca sĩ mà mơ ước làm bác sĩ.
Trước khi có nghệ danh như hiện nay, Họa Mi từng lấy nghệ danh là Trường My khi hát ở đài truyền hình, trường học, nhạc viện. Họa Mi học trường âm nhạc đến năm thứ ba thì nhạc sĩ Hoàng Thi Thơ đề nghị lăng-xê bà thành ca sĩ chuyên nghiệp. Hai tuần sau đó, bà lần đầu tiên lên sân khấu nhà hàng Maxim's với nhạc phẩm "Đưa em xuống thuyền" của Hoàng Thi Thơ. Chính tại sân khấu này, cái tên "Họa Mi" đã ra đời. Bà kể lại: bản chương trình ở Maxim's ghi tên ca sĩ là Họa Mi, khiến bà thắc mắc liệu có phải là nhầm lẫn. Nhạc sĩ Hoàng Thi Thơ đáp lại: "Bắt đầu từ hôm nay, cháu là Họa Mi chứ không phải là Trường My nữa." Sở dĩ như vậy là vì Hoàng Thi Thơ muốn đào tạo một số ca sĩ với nghệ danh toàn các loài chim quý, bắt đầu là từ Sơn Ca. Họa Mi tốt nghiệp trường nhạc năm 1974.
Sau sự kiện 30 tháng 4 năm 1975, Họa Mi theo học ngành Luật, cho đến một ngày nhạc sĩ Ngọc Chánh mời bà đi hát lại ở đoàn ca nhạc hát chung với đoàn Kim Cương, nơi tụ hội Thanh Phong, Phương Đại, Thái Châu, Lệ Thu, Thanh Tuyền, Sơn Ca,... Từ đó đến khi sang Pháp, Họa Mi đã đi lưu diễn khắp các miền của Việt Nam.
Năm 1976, Họa Mi kết hôn với nghệ sĩ saxophone Lê Tấn Quốc. Chồng Họa Mi mắc bệnh mắt bẩm sinh và thị lực ngày càng kém đi, trong khi cuộc sống tại Việt Nam thập niên 1980 lại tràn đầy khó khăn. Trong một chuyến lưu diễn tại Pháp năm 1988, Họa Mi đã quyết định ở lại, nguyên nhân theo nhà văn Nguyễn Đông Thức giải thích là để tìm cách chữa mắt cho chồng. Đêm đêm bà đi hát ở nhà hàng người Hoa và có cộng tác với một trung tâm ca nhạc. Hai năm sau bà đưa chồng và ba con sang Pháp. Tuy nhiên, chồng Họa Mi chẳng những không chữa được bệnh mà còn mất không gian âm nhạc ở môi trường mới. Hai người ly hôn dù còn yêu nhau. Chồng về Việt Nam còn Họa Mi ở lại một tay chăm sóc ba đứa con. Thời gian này Họa Mi không dám đi diễn dài ngày nên sự trình diễn bị thu hẹp. Sau, Họa Mi tái giá với chồng là người Pháp gốc Sa Đéc và gần như nghỉ hát về giúp chồng kinh doanh cửa hàng bánh và kem. Vì sợ cảm xúc ùa về mà bà không dám nghe nhạc trong một thời gian dài. Hai vợ chồng có một đứa con chung. Trong khi rất nhiều bạn ca sĩ chọn định cư tại Hoa Kỳ thì Họa Mi vẫn ở lại Pháp bởi bà mang ơn đất nước đã cưu mang mình.
Năm 2009, Họa Mi về Việt Nam ba tháng để thu âm liền một lúc ba album, lần đầu tiên kể từ cuốn băng Hoàng Thi Thơ 3 do Hoàng Thi Thơ thực hiện trước 1975. Trong lời tựa cho album Một thời yêu nhau, Họa Mi viết: "Ngày tháng đã qua đi trong chớp mắt, tóc đã điểm bạc. Có chăng là kỷ niệm, là hạnh phúc, là khổ đau. Tôi muốn giữ mãi những phút giây quý giá của hạnh phúc. Tôi muốn tôi quên đi những chuỗi ngày của buồn đau, của những vết thương lòng đã chôn chặt từ lâu."

## Album

### Album góp giọng
- Hoàng Thi Thơ 3 - Đưa em qua cánh đồng vàng - nhiều ca sĩ (phát hành tại miền nam Việt Nam trước sự kiện 1975): Họa Mi có bảy tiết mục gồm hát đơn và song ca với Nhật Trường và Bùi Thiện.
- Em đến thăm anh đêm 30 - Họa Mi & Anh Khoa (Thúy Nga CD028, 1992): hát đơn bốn bài và song ca một bài
- Phố chiều - Họa Mi & Ý Lan (Mimosa CD024, tháng 7 năm 1992): hát đơn năm bài

### Album riêng
| - Em đi rồi (Thúy Nga CD003, 1988) - Tình sầu (Thúy Nga CD014, 1988) - Nghìn trùng xa cách (Thúy Nga CD018, 1991) - Tình ca nồng thắm (Làng Văn CD109, tháng 3 năm 1992) - Em còn nhớ hay em đã quên (Làng Văn CD113, tháng 5 năm 1992) - Họa Mi với những tình khúc Hoàng Thi Thơ (Mimosa CD023, tháng 7 năm 1992) - Bóng chiều xưa (Thúy Nga CD137) | - Họa Mi Vol. 1 - Một thời yêu nhau (Phương Nam Film, 2009) - Họa Mi Vol. 2 - Thư tình không gửi (Phương Nam Film, 2009) - Họa Mi Vol. 3 - Trộm nhìn nhau (Phương Nam Film, 2009) - Họa Mi - Lê Tấn Quốc: Tuyệt phẩm ghi dấu sự tái hợp nghệ thuật - Một mai em đi (Saigon Vafaco, 2010) |

## Chương trình truyền hình
- Biến hóa hoàn hảo (2016)
- Sau ánh hào quang (2017)
- Ký ức vui vẻ (2019)
- Ký ức ngọt ngào (2020)
- Ca sĩ bí ẩn (2020)

## Các tiết mục trình diễn trên sân khấu
| Năm  | Chương trình              | Bài hát                                                                     | Sáng tác                                                          |
| ---- | ------------------------- | --------------------------------------------------------------------------- | ----------------------------------------------------------------- |
| 1987 | Nước Non Ngàn Dặm Ra Đi   | "Quê nghèo"                                                                 | Phạm Duy                                                          |
| 1987 | Nước Non Ngàn Dặm Ra Đi   | "Tình hoài hương" với Duy Quang                                             | Phạm Duy                                                          |
| 1988 | PBN 6                     | "Em Đi Rồi"                                                                 | Lam Phương                                                        |
| 1989 | PBN 7                     | "Tóc mây"                                                                   | Phạm Thế Mỹ                                                       |
| 1989 | PBN 8                     | "Con đường tình ta đi"                                                      | Phạm Duy                                                          |
| 1989 | PBN 9                     | "Bướm trắng"                                                                | nhạc Anh Bằng, thơ Nguyễn Bính                                    |
| 1990 | PBN 10                    | "Tình nghĩa đôi ta chỉ thế thôi"                                            | Lam Phương                                                        |
| 1990 | PBN 11                    | "Nỗi niềm"                                                                  | Tuấn Khanh                                                        |
| 1991 | PBN 13                    | "Sérénade"                                                                  | nhạc Franz Schubert, lời Việt ("Dạ khúc"): Phạm Duy               |
| 1991 | PBN 13                    | "Khi người yêu tôi khóc" với Elvis Phương                                   | Trần Thiện Thanh                                                  |
| 1991 | PBN 14                    | "Vũ nữ thân gầy"                                                            | "La cumparsita", nhạc Gerardo Matos Rodríguez, lời Việt: Phạm Duy |
| 1991 | Tình Yêu Và Ảo Ảnh        | "Nghẹn ngào"                                                                | Lam Phương                                                        |
| 1992 | Mùa Xuân Nào Ta Về        | "Ngày về" với Ái Vân, Cát Phương                                            | Hoàng Giác                                                        |
| 1992 | Mùa Xuân Nào Ta Về        | "Nương chiều"                                                               | Phạm Duy                                                          |
| 1993 | PBN 23                    | "Chiếc lá cuối cùng"                                                        | Tuấn Khanh                                                        |
| 1995 | PBN 34                    | "Trở về mái nhà xưa"                                                        | "Torna a Surriento", nhạc Ernesto De Curtis, lời Việt: Phạm Duy   |
| 1996 | PBN 36                    | "Nửa hồn thương đau"                                                        | Phạm Đình Chương                                                  |
| 1996 | PBN 37                    | "Bóng chiều xưa"                                                            | nhạc Dương Thiệu Tước, lời Minh Trang                             |
| 1996 | PBN 38                    | "Tiếc thu"                                                                  | Thanh Trang                                                       |
| 1997 | PBN 39                    | "Mộng ban đầu"                                                              | Hoàng Trọng                                                       |
| 1997 | PBN 40                    | Quê Mẹ                                                                      | Thu Hồ                                                            |
| 1997 | PBN 41                    | "Tạ tình"                                                                   | Hoàng Thi Thơ                                                     |
| 1997 | PBN 42                    | "Biết nói gì đây"                                                           | Huỳnh Anh                                                         |
| 2007 | PBN 88                    | "Em đi rồi"                                                                 | Lam Phương                                                        |
| 2007 | PBN 90                    | LK Mẹ Trùng Dương, Mẹ Việt Nam Ơi với Khánh Ly, Khánh Hà, Hoàng Oanh, Ý Lan | Phạm Duy                                                          |
| 2007 | PBN 90                    | Ai Xuôi Vạn Lý (Hòn Vọng Phu 2)                                             | Lê Thương                                                         |
| 2008 | PBN 91                    | LK Tâm Tình Gửi Huế & Trở Về Huế với Ý Lan                                  | Tôn Nữ Trà Mi; Văn Phụng                                          |
| 2008 | PBN 94                    | Suối Lệ Xanh                                                                | Phạm Mạnh Cương                                                   |
| 2013 | PBN 109                   | Liên Khúc Lam Phương với Elvis Phương                                       | Lam Phương                                                        |
| 2013 | PBN 109                   | Hát Mãi Bài Tình Ca với Hợp Ca                                              | Thái Thịnh                                                        |
| 2013 | PBN 109 VIP Party         | Niệm Khúc Cuối                                                              | Ngô Thụy Miên                                                     |
| 2018 | PBN 128 VIP Party         | Vũ Nữ Thân Gầy                                                              | LV: Phạm Duy                                                      |
| 2019 | PBN 128                   | LK Tương Tư 3, Bài Cuối Cho Người Tình với Anh Khoa                         | Mặc Thế Nhân; Nguyễn Vũ                                           |
| 2023 | PBN 134                   | Ai Nhớ Chăng Ai với Sơn Ca                                                  | Hoàng Thi Thơ                                                     |
| 2023 | PBN 134                   | Hơn Một Lời Cảm Ơn với Hợp Ca                                               | Ngô Minh Tài                                                      |
| 2024 | PBN 136                   | LK Tình Quê Hương, Qua Cơn Mê, Cho Lần Cuối với Sơn Ca, Hương Lan           | Việt Lang; Trịnh Lâm Ngân; Lê Uyên Phương                         |
| 2024 | PBN 136                   | LK Màu Hoa Thiên Lý & Biết Đâu Tìm với Hương Lan                            | Hoàng Thi Thơ                                                     |
| 2025 | Yêu Em Giữa Đời Quên Lãng | Em Đi Rồi                                                                   | Lam Phương                                                        |
| 2025 | Yêu Em Giữa Đời Quên Lãng | Gọi Người Yêu Dấu                                                           | Vũ Đức Nghiêm                                                     |